# FAW Jiefang J7
Il FAW Jiefang J7 è un autocarro e trattore stradale prodotto da FAW Jiefang a partire dal 2018. Esso appartiene alla categoria degli autocarri con masse totali da 18 a 44 t.

## Il contesto
Il FAW Jiefang J7 fu concepito per competere direttamente con i camion europei e per ridefinire gli standard di qualità, comfort e tecnologia nel trasporto su strada.
La fase di progettazione del J7 iniziò nel 2011, frutto di un investimento strategico volto a creare un veicolo che fosse al tempo stesso potente, affidabile e all’avanguardia. Per il design, FAW si affidò allo studio italiano Italdesign, che curò lo stile esterno e l’ergonomia della cabina, conferendo al veicolo un’estetica moderna e una forte identità visiva. Dopo sette anni di sviluppo, test e miglioramenti, la produzione cominciò ufficialmente nell’aprile 2018, presso lo stabilimento avanzato di FAW a Changchun, dotato di sistemi intelligenti di automazione e controllo qualità.
Fu reso disponibile con motori diesel ad alte prestazioni (fino a 15 litri e oltre 600 cavalli), che garantirono una combinazione ideale di potenza ed efficienza. La vita utile stimata del motore superò 1,5 milioni di chilometri, grazie a componenti di alta qualità e a un sistema di gestione elettronica avanzata (VCU).
Sul piano della sicurezza e del comfort, il J7 offrì un abitacolo spazioso, insonorizzato e dotato di sospensioni pneumatiche, sedili ad aria, climatizzazione automatica, freni EBS, sistema di controllo elettronico della stabilità (ESP) e vari assistenti alla guida. Tutto ciò lo rese particolarmente adatto ai lunghi viaggi e al trasporto merci su scala intercontinentale.
La sua qualità costruttiva fu riconosciuta non solo in patria: nel 2022, il J7 ottenne la certificazione europea WVTA Euro VI-E, divenendo il primo camion cinese pesante omologato secondo gli standard più avanzati d’Europa. Negli anni successivi, fu esportato con successo in diversi Paesi dell’Asia, del Sud America e dell’Africa.
Nel 2018, il FAW Jiefang J7 è stato votato Chinese Truck of the Year 2019.
Nel 2024 il 10.000° esemplare del Jiefang J7 prodotto, uscì dalla linea di montaggio.

### Pioneer Edition
Nel 2024 fu presentato il FAW Jiefang J7 Pioneer Edition, un'evoluzione del modello uscito nel 2018. Il design fu frutto di una collaborazione internazionale tra Hansson, Direttore del Design Industriale di SCANIA, e Taylor, Direttore Creativo Globale di Hongqi.
L’estetica presenta linee semplici ed eleganti, con un frontale a “V”, una griglia a cascata e inserti cromati. I fari “Starlight Eye”, dotati di tecnologia LED a matrice, formano il logo FAW e conferiscono un’illuminazione distintiva. L’abitacolo integra elementi ispirati alla cultura cinese, come decorazioni a forma di fiocchi di neve, fondendo raffinatezza artistica e modernità. Il veicolo offre diverse soluzioni di propulsione: diesel, gas naturale e celle a combustibile.
Per quanto riguarda comfort e salute, il J7 Pioneer Edition introduce una cabina ecologica e antibatterica, sicura al contatto diretto con la pelle e certificata 5A. Il sistema di ventilazione utilizza un filtro a sette strati con carboni attivi, mentre la protezione elettromagnetica riduce le radiazioni a livelli inferiori a quelli di uno smartphone. L’isolamento acustico avanzato abbatte il rumore interno di oltre 5 decibel rispetto agli standard di Classe A.
Le tecnologie intelligenti includono un cruscotto digitale da 12,3 pollici, uno schermo infotainment da 15,6 pollici, e sistemi di guida autonoma di livello L2 e L2++. Tra le dotazioni di sicurezza figurarono la frenata elettronica con frenata attiva e doppio avviso, il rilevamento dell’affaticamento del conducente, il sistema di monitoraggio di pressione e temperatura degli pneumatici e la visione panoramica HD a 360° tramite quattro telecamere, per l’eliminazione totale degli angoli ciechi.
Nel 2024, il FAW Jiefang J7 Pioneer Edition è stato votato Chinese Truck of the Year 2025.